# Summerville (Oregon)

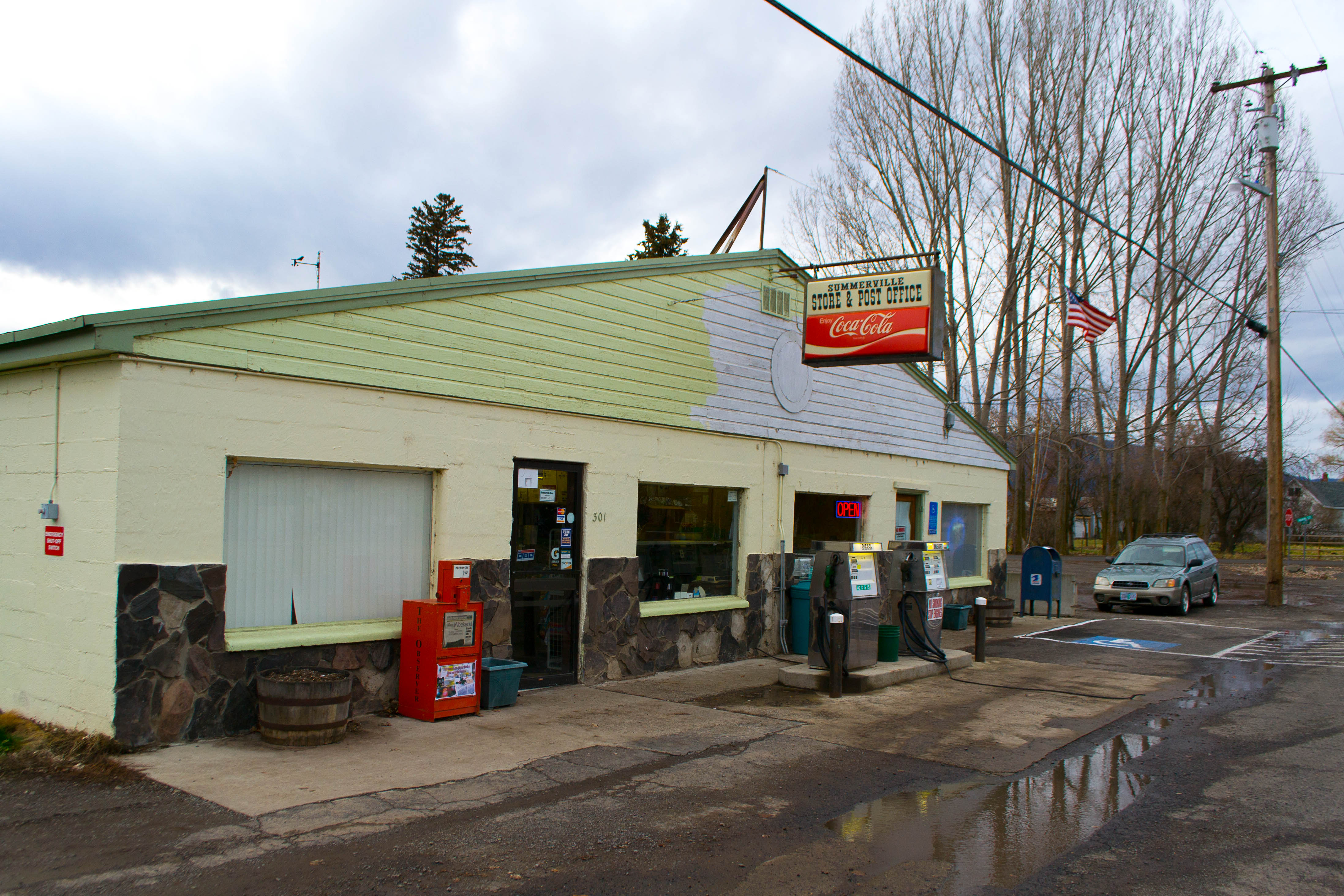
A helyi bolt és posta

Summerville az Amerikai Egyesült Államok északnyugati részén, Oregon állam Union megyéjében, a Grande Ronde-völgy északi részén, Imblertől 6 km-re északnyugatra helyezkedik el. A 2010. évi népszámláláskor 135 lakosa volt. A város területe 0,67 km², melynek 100%-a szárazföld.
A Grande Ronde-folyó mellékágának (Willow-folyó) egy leágazása (Mill-patak) keresztülfolyik a városon.

## Történet
A helység területét az 1873. szeptember 20-án jelölte ki William H. Patten a Kék-hegység második útja (Ruckles Road) mentén, valamint teherpályaudvart is létesített. Az út az 1884-es megsemmisülésig népszerű volt; a spekulánsok és befektetők később továbbálltak Elginbe. A Sanborn Maps 1888-as, a településről elsőként készült térképe szerint a közösség rendelkezik operaházzal, bankkal, istállóval, gyógyszertárral és egyéb üzletekkel is. Ugyanebben az évben a főutca épületeinek nagy része leégett, de ezeket hamar helyreállították. A kereskedelmi szektor hanyatlása miatt az 1910 után megsemmisült ilyen házakat építették újjá.
1890-ben a lakosok száma 280 fő volt.

## Éghajlat
A város éghajlata a Köppen-skála szerint meleg nyári mediterrán (Csb-vel jelölve). A legcsapadékosabb a november–január-, a legszárazabb pedig a július–augusztus közötti időszak. A legmelegebb hónap július, a leghidegebb pedig december.
| Hónap                         | Jan.  | Feb.  | Már.  | Ápr.  | Máj. | Jún. | Júl. | Aug. | Szep. | Okt.  | Nov.  | Dec.  | Év    |
| ----------------------------- | ----- | ----- | ----- | ----- | ---- | ---- | ---- | ---- | ----- | ----- | ----- | ----- | ----- |
| Rekord max. hőmérséklet (°C)  | 18,3  | 20,0  | 25,6  | 32,8  | 36,7 | 37,8 | 42,2 | 43,3 | 39,4  | 33,3  | 22,8  | 17,8  | 43,3  |
| Átlagos max. hőmérséklet (°C) | 3,3   | 6,7   | 11,7  | 15,6  | 20,6 | 24,4 | 30,0 | 30,0 | 25,6  | 17,8  | 8,3   | 2,8   | 16,5  |
| Átlaghőmérséklet (°C)         | −1,2  | 1,2   | 5,0   | 8,1   | 12,3 | 15,6 | 19,2 | 18,9 | 14,5  | 8,9   | 3,1   | −1,4  | 8,7   |
| Átlagos min. hőmérséklet (°C) | −5,0  | −4,4  | −1,7  | 0,6   | 3,9  | 6,7  | 8,3  | 7,8  | 3,3   | 0,0   | −2,2  | −5,6  | 1,0   |
| Rekord min. hőmérséklet (°C)  | −32,8 | −32,2 | −27,2 | −11,7 | −8,3 | −3,3 | −1,7 | −3,9 | −7,2  | −13,3 | −31,1 | −35,0 | −35,0 |
| Átl. csapadékmennyiség (mm)   | 81    | 61    | 56    | 51    | 57   | 44   | 18   | 17   | 21    | 43    | 79    | 78    | 606   |
| Forrás: The Weather Channel   |       |       |       |       |      |      |      |      |       |       |       |       |       |

## Népesség

### 2010
A 2010-es népszámláláskor a városnak 135 lakója, 45 háztartása és 38 családja volt. A népsűrűség 201,5 fő/km2. A lakóegységek száma 50, sűrűségük 74,6 db/km2. A lakosok 97%-a fehér,     0,7%-a egyéb, 2,2%-a pedig kettő vagy több etnikumú. A spanyol vagy latino származásúak aránya 2,2% (2,2% mexikói,   )
A háztartások 53,3%-ában élt 18 évnél fiatalabb. 64,4% házas, 13,3% egyedülálló nő, 6,7% egyedülálló férfi, 15,6% pedig nem család. 15,6% egyedül élt; 8,9%-uk 65 éves vagy idősebb. Egy háztartásban átlagosan 3 személy élt; a családok átlagmérete 3,26 fő.
A medián életkor 32,4 év volt. A város lakóinak 37%-a 18 évesnél fiatalabb, 3,7% 18 és 24 év közötti, 27,3%-uk 25 és 44 év közötti, 18,5%-uk 45 és 64 év közötti, 13,3%-uk pedig 65 éves vagy idősebb. A lakosok 53,3%-a férfi, 46,7%-a pedig nő.

### 2000
A 2000-es népszámláláskor  a városnak 117 lakója, 45 háztartása és 34 családja volt. A népsűrűség 174,6 fő/km2. A lakóegységek száma 47, sűrűségük 70,2 db/km2. A lakosok 99,15%-a fehér,      . A spanyol vagy latino származásúak aránya 0,85% (   0,85% pedig egyéb spanyol/latino származású.)
A háztartások 33,3%-ában élt 18 évnél fiatalabb. 66,7% házas, 6,7% egyedülálló nő; 24,4% pedig nem család. 20% egyedül élt; 8,9%-uk 65 éves vagy idősebb. Egy háztartásban átlagosan 2,6 személy élt; a családok átlagmérete 3 fő.
A város lakóinak 28,2%-a 18 évesnél fiatalabb, 2,6% 18 és 24 év közötti, 21,4%-uk 25 és 44 év közötti, 32,5%-uk 45 és 64 év közötti, 15,4%-uk pedig 65 éves vagy idősebb. A medián életkor 44 év volt. Minden 100 nőre 125 férfi jut; a 18 évnél idősebb nőknél ez az arány 100.
A háztartások medián bevétele 34 375 amerikai dollár, ez az érték családoknál $38 750. A férfiak medián keresete $33 750, míg a nőké $28 333. A város egy főre jutó bevétele (PCI) $14 099. A családok 16,1%-a, a teljes népesség 15,5%-a élt létminimum alatt; a 18 év alattiaknál ez a szám 18,9%, a 65 évnél idősebbeknél pedig 40%.

## Fordítás
Ez a szócikk részben vagy egészben  a   Summerville, Oregon című angol Wikipédia-szócikk ezen változatának fordításán alapul.  Az eredeti cikk szerkesztőit annak laptörténete sorolja fel. Ez a jelzés csupán a megfogalmazás eredetét és a szerzői jogokat jelzi, nem szolgál a cikkben szereplő információk forrásmegjelöléseként.